# Гвалдо
Гвалдо (итал. Gualdo) насеље је у Италији у округу Мачерата, региону Марке.
Према процени из 2011. у насељу је живело 417 становника. Насеље се налази на надморској висини од 992 м.

## Становништво
| 1936. | 1951. | 1961. | 1971. | 1981. | 1991. | 2001. | 2011. |
| ----- | ----- | ----- | ----- | ----- | ----- | ----- | ----- |
| 2.370 | 2.312 | 1.930 | 1.317 | 1.058 | 965   | 920   | 868   |